# Moncada (famiglia)
I Moncada, noti anche come Montcada, de Moncada, di Moncada o Montecateno, sono una famiglia nobile di origine catalana e di presunta derivazione bavara, con ramificazioni in Spagna e in Sicilia.
Il ceppo primigenio della dinastia, quello spagnolo dei Marchesi di Aitona, si estinse nella seconda metà del XVIII secolo nei Duchi di Medinaceli. Derivato dalla medesima linea antica degli Aitona e fiorito alla fine del XIII secolo, è il ceppo siciliano, ancora fiorente attraverso il ramo principale dei Moncada Principi di Paternò e di quello collaterale dei Moncada Principi di Monforte. I suoi esponenti ebbero gran rilievo nella storia siciliana.

## Origini

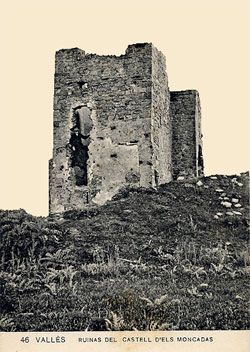
Rovine del castello di Montcada, in una foto del 1910

La fondazione della dinastia Moncada viene convenzionalmente attribuita ad un Dapifero (o Dapifer), figlio di un Teodone dei duchi di Baviera, che nell'VIII secolo, al servizio dei Sovrani franchi, giunse sui Pirenei per combattere contro i Mori.
Secondo Giovanni Agostino della Lengueglia nel suo Ritratti della prosapia et heroi Moncadi nella Sicilia (1657), Dapifero - di cui non si conosce il nome reale - uccise tre Re Mori ed arginò l'espansione territoriale saracena incatenando due monti della Catalogna, in mezzo ai quali vi edificò un castello che prese il nome di Montecateno. Cognomatosi Montecateno, poi corrotto in Montcada e, infine, Moncada, combatté al seguito di Otogerio Cataló, al quale succedette nel comando delle milizie cristiane dopo la sua morte.
Nell'opera del Lengueglia, Dapifero viene indicato come il cugino di Otogerio Cataló, altri genealogisti invece, lo indicano come il fratello di quest'ultimo. Nello specifico, il nome reale di Dapifero sarebbe Otto, la cui paternità viene attribuita a Grimaldo di Baviera, morto nel 725, ucciso da Carlo Martello. Otogerio e Otto, per sfuggire alle congiure da parte del Re dei Franchi, andarono in Catalogna per combattere contro i Mori. Inoltre, ad Otogerio viene pure attribuita la fondazione del castello di Montecateno, nelle vicinanze di Barcellona, che inizialmente si sarebbe chiamato Mont-Cathaló o Monte Catalán.
Otto detto "Dapifero" morì nel 768, e lasciò come unico erede Arnaldo (o Arnulfo), il quale ereditò la dignità di dapifero, e a cui l'imperatore Carlo Magno diede in feudo la terra di Montcada, di cui divenne primo signore. Arnaldo I di Montcada, morto nel 798, ebbe due figli, Otto, ed Ermengaudo, entrambi militi al servizio dell'Imperatore carolingio. Ermengaudo, nel 791 fu investito dal Sovrano franco del titolo di conte di Urgell, di Empúries, di Rossiglione, di Cerdagna e di Pallars. Morto senza figli intorno all'820, i suoi feudi tornarono al Re dei Franchi, e il fratello Otto gli succedette nella carica di generale delle milizie, nella quale era stato al seguito di Ludovico il Pio nella conquista di Barcellona dell'804.
Otto di Montcada morì nell'832, e fu padre di Arnaldo II († 855), milite al servizio di Carlo il Calvo, al quale nella signoria del castello di Montcada succedettero per via patrilineare, Gastone, che fu aiutante di Goffredo il Villoso († 895), Guglielmo I († 930), Otto III († 937), Raimondo I († 967), Guglielmo Raimondo I († 983), e Guglielmo II († 1000).
L'origine bavara del casato, secondo altre fonti rappresenterebbe una leggenda: lo studioso statunitense John C. Shideler, nella sua opera A Medieval Catalan Noble Family: the Montcadas 1000-1230 (1979), ritiene che la dinastia Moncada non sarebbe esistita prima dell'anno 1000. Secondo Shideler, infatti, il primo membro della stirpe è documentato all'anno 1002, e si tratterebbe di un Guglielmo di Vacarisses, vicario delle signorie di Muntanyola e Vacarisses, figlio di un nobile di origine germanica chiamato Seniofredo, visconte di Girona, che tra il 1023 ed il 1025, attraverso il matrimonio con la nobildonna Adelaide di Claramunt, acquisì il possesso del castello di Montcada e ne prese il cognome. Guglielmo, morto nel 1040, ebbe sei figli, tra cui Raimondo Guglielmo di Montcada, primo signore del castello di Montcada e militare al servizio del conte Raimondo Berengario I di Barcellona.
Da Raimondo Guglielmo nacque Berengario, il quale sposato con una certa Ermessenda, ebbe i figli Guglielmo e Beatrice, la quale avrebbe sposato un Guglielmo Raimondo, siniscalco di Barcellona e signore di Tortosa. Da questa unione sarebbero nati cinque figli, tra cui Guglielmo - che sposò Maria de Gabarret viscontessa di Béarn e i cui discendenti ne assunsero il titolo - e Raimondo, suo successore in qualità di siniscalco e alla signoria di Tortosa, che sposato con Raimonda di Tornemira, ebbe i figli Raimondo e Guglielmo Raimondo.

## Storia

### I Moncada di Spagna

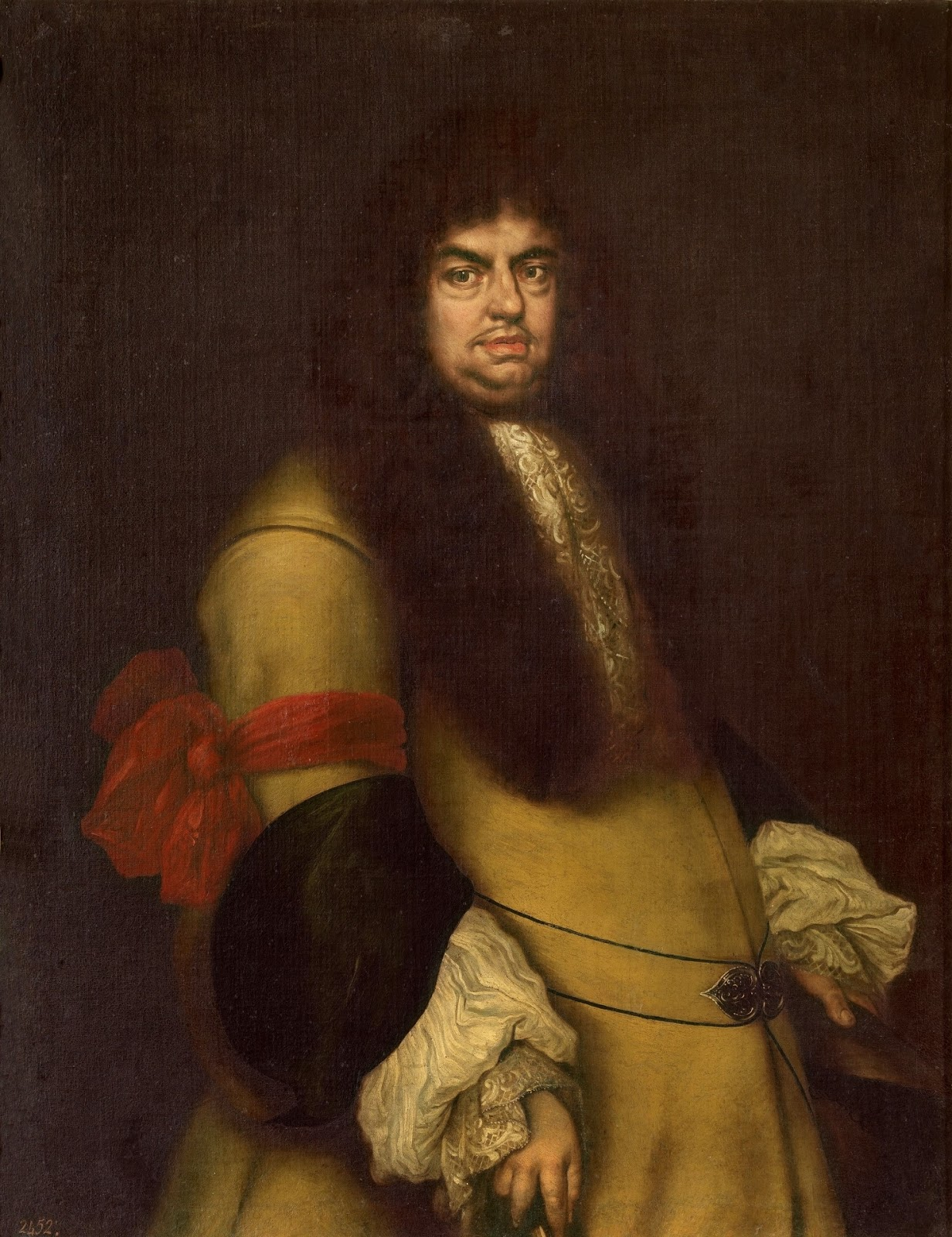
Ritratto di Guillén Ramón de Moncada y Portocarrero, VI marchese di Aitona, ultimo rampollo dei Moncada di Spagna.

Guglielmo Raimondo II di Moncada († 1228), figlio di Raimondo, siniscalco di Catalogna, sposò Costanza d'Aragona, figlia naturale del re Pietro, da cui ricevette in dono la signoria sui castelli e le città di Aitona, Albalate de Cinca, Mequinenza, Seròs e Soses. Di lui fa menzione anche il Lengueglia.
Dall'unione nacquero tre figli, e di questi, Pietro, I barone di Aitona († 1267 ca.), siniscalco di Barcellona, nel 1237 partecipò alla vittoriosa battaglia contro gli occupanti islamici che portò alla conquista di Valencia e la nascita dell'omonimo regno. Il re Giacomo I d'Aragona gli donò un castello situato nella zona che venne rinominato Montcada, da cui ebbe origine l'odierno comune. Sposato con la nobildonna aragonese Sibilla d'Abarca nel 1240, dall'unione nacquero sei figli, tra cui un Pietro, II barone di Aitona († 1300), siniscalco di Barcellona, che prese parte alla Crociata aragonese (1283-1285) in sostegno a Pietro III di Aragona. Fu padre di Elisenda, consorte del re Giacomo II di Aragona. Un altro Pietro († 1282), figlio di Raimondo di Moncada, signore di Tortosa, fu maestro dei Cavalieri dell'Ordine Templare in Catalogna-Aragona dal 1279, che morì in battaglia nel corso dell'assedio di Tripoli del 1282.
Dai baroni di Aitona derivarono altri rami, come quello dei baroni di Llagostera, iniziato da Otto I di Moncada, III barone di Aitona († 1341), figlio di Pietro II, che con la consorte Jofredina di Lloria generò una robusta discendenza. Il figlio cadetto Pietro († 1352), fu padre di Ruggero († 1419), governatore della Sardegna nel 1398. Altro ramo originatosi fu quello dei baroni di Chiva, iniziato da Giovanni di Moncada († 1461), figlio di Otto III, VII barone di Aitona († 1413), e padre di tre figli, di cui Pietro, XI barone di Aitona († 1510), che fu padre di Hugo de Moncada y Cardona († 1528), cavaliere gerosolomitano, che fu viceré di Sicilia (1509-16) e viceré di Napoli (1527-28).
Nel 1492, con la definitiva cacciata dalla Penisola iberica degli occupanti musulmani dopo oltre 750 anni di battaglie combattute per la Reconquista, avvenne l'unificazione delle corone di Aragona e Castiglia, e i Moncada, proseguirono nella tradizionale fedeltà alla famiglia reale aragonese, con cui aveva anche dei legami di parentela. Svolsero un ruolo politico di primo piano anche nel nascente Impero spagnolo, sorto dopo l'insediamento al trono degli Asburgo per successione ai Trastámara d'Aragona.
Nel 1523, Juan de Moncada y de Tolça, XIII barone di Aitona († 1560), ricevette investitura dal re Carlo V d'Asburgo a I conte di Aitona, come ricompensa ai suoi numerosi servigi alla Corona. Il figlio di questi, Francisco de Moncada y Cardona, II conte di Aitona (1556-1594), gran siniscalco del Regno d'Aragona e viceré di Catalogna, il 1º ottobre 1581 fu investito dal re Filippo II di Spagna del titolo di I marchese di Aitona. Padre di diciassette figli, il primogenito Gastón de Moncada y Gralla, II marchese di Aitona (1554-1626), fu viceré in Sardegna (1589-97) e in Aragona (1605-15). Detto Gastón fu padre di Francisco de Moncada y Moncada, III marchese di Aitona (1586-1635), diplomatico, militare e scrittore, e governatore dei Paesi Bassi Spagnoli. Il figlio Guillén Ramón de Moncada y Castro, IV marchese di Aitona (1619-1970), fu governatore del Regno di Galizia (1645-47).
I Moncada di Spagna si estinsero in linea maschile diretta alla morte nel 1727 di Guillén Ramón de Moncada y Portocarrero, VI marchese di Aitona, che non lasciò discendenza mascolina. La figlia María Teresa de Moncada y Benavides sposò Luis Antonio Fernández de Córdoba y Spínola, XI duca di Medinaceli, e pertanto il titolo di Marchese di Aitona e gli altri ad esso collegati, confluirono nel casato dei Duchi di Medinaceli.

### I Moncada di Sicilia
La dinastia fu portata in Sicilia sul finire del XIII secolo dal nobile e militare catalano Guglielmo Raimondo di Moncada († 1328), figlio di Pietro, II barone di Aitona: giunto nell'isola nel 1298, sostenne il principe Federico III d'Aragona contro gli Angioini nella Guerra del Vespro, in appoggio ai ribelli siciliani. La guerra fu vinta dai ribelli che cacciarono gli Angioini dalla Sicilia, e l'Aragona, divenuto Re di Trinacria, per ricompensarlo dei suoi servigi gli fece sposare la nobildonna Lucchina Alagona, figlia di Guglielmo, e per via matrimoniale Guglielmo Raimondo acquisì il possesso delle isole di Malta e Gozo. Tali possessi furono permutati nel 1319 con il Re Federico, che gli diede in cambio le terre di Augusta, Ferla, Melilli e Sortino. Il fratello Pietro († 1336), venuto anch'egli in Sicilia dopo l'incoronazione di Federico III, fu vescovo di Siracusa dal 1313. Il suo primogenito Guglielmo Raimondo II († 1348), che ereditò detti feudi, nel 1336 ricevette investitura a I conte di Agosta e fu nominato gonfaloniere del Regno dal re Pietro II di Sicilia.
Guglielmo Raimondo Moncada Peralta, III conte di Agosta († 1398), figlio primognito di Matteo e nipote del predetto Guglielmo Raimondo, fu gran giustiziere del Regno di Sicilia, e nel 1379 rapì per conto del re Pietro IV d'Aragona la principessa Maria di Sicilia dal Castello Ursino di Catania, per impedire il suo matrimonio con Gian Galeazzo Visconti, duca di Milano. L'impresa da lui compiuta gli valse l'appellativo de il Conquistatore e divenne il più ricco feudatario di Sicilia attraverso l'assegnazione dei feudi confiscati agli Alagona e ai Chiaramonte. Nel 1392, ebbe concesso il titolo di Marchese di Malta e Gozo, e fu dichiarato regio consanguineo dal Sovrano. Pervenuto al massimo della sua potenza, Guglielmo Raimondo fu accusato di organizzare una rivolta contro il re Martino I di Sicilia, ed una sentenza emessa dal tribunale della Gran Corte del 1397 che lo dichiarò fellone, gli causò la confisca di tutti i beni e feudi posseduti.
L'antico ramo dei Conti di Agosta nel XV secolo si suddivise in due rami, quello dei Conti di Caltanissetta e quello dei Conti di Adernò. Matteo Moncada Alagona, IV conte di Agosta († 1423), figlio primogenito di Guglielmo Raimondo III, ottenne dal Re Martino la restituzione di parte dei feudi confiscati al padre, e con il medesimo si accordò nel 1407 per la permuta della Contea di Agosta con la terra e il castello di Caltanissetta, su cui ottenne investitura col mero e misto imperio del titolo di conte. La Contea di Adernò, pervenne ai Moncada per eredità dagli Sclafani, dopo una lunga lotta di successione con i Peralta, e fu dapprima in possesso di Antonio Moncada Abbate († 1415), fratello minore del Conte Guglielmo Raimondo III, che fu anche conte di Assoro, gonfaloniere del Regno e Gran siniscalco, e poi del nipote Giovanni Moncada Alagona († 1453), che fu ambasciatore della nobiltà siciliana in Aragona, Gran camerlengo e poi Gran siniscalco del Regno di Napoli, Gran cancelliere e maestro giustiziere del Regno di Sicilia.
Dopo appena un secolo, avvenne la riunificazione dei due rami comitali, poiché quello dei Conti di Caltanissetta si estinse in linea maschile con Antonio Moncada d'Aragona, VII conte di Caltanissetta († 1470), la cui unica figlia Contissella, sposò Guglielmo Raimondo Moncada Ventimiglia, VI conte di Adernò († 1510), figlio di Giovanni Tommaso. Dall'unione dai predetti Guglielmo Raimondo e Contissella Moncada, nacque Antonio III, VII Conte dì Adernò e X Conte di Caltanissetta che sposò Giovanna Eleonora de Luna Rosso e da cui nacque Francesco VII Conte dì Adernò, XI Conte di Caltanissetta che venne investito del titolo di Principe di Paternò. Il titolo ebbe origine nel 1565 e l'elevazione a principato della terra di Paternò, appartenente ai Moncada dal 1456, quando venne infeudata da Guglielmo Raimondo Moncada Esfanoller, IV conte di Adernò († 1466), che fu presidente e capitano generale del Regno di Sicilia. La linea principale dei Moncada di Sicilia è ancora oggi rappresentata dai Moncada di Paternò per la successione vedi nel dettaglio.
Il fratello minore di Antonio, VII conte di Adernò XI Conte di Caltanissetta († 1549) fu Federico, barone di Tortorici († 1561), dai lui si originano i rami collaterali di Calvaruso (1628), di Monforte (1628), di Larderia (1690) e di Castelbianco (1774), dei quali è ancora vivente oggi quello dei Principi di Monforte
Il ramo dei Principi di Monforte ebbe origine con Giuseppe Moncada Saccano, I conte di San Pietro († 1631), il quale nel 1628 ebbe investitura del titolo di I principe di Monforte, e l'elevazione a principato della terra di Monforte, che fu una delle baronie ereditate nel 1534 da Federico Moncada e Moncada dei Conti di Adernò, alla morte della moglie Agnese Pollicino. Nel XIX secolo, acquisì i titoli di Principe di Sorìa, di Marchese di Santa Marina e di Barone di Castania.
L’antico ramo dei Baroni della Ferla, ebbe anch'esso origine dai Conti di Adernò, con Antonio Pietro Moncada Esfonellar, figlio secondogenito di Giovanni, III conte di Adernò, investito del titolo di barone della Ferla per privilegio concessogli il 20 giugno 1397. Il ramo si estinse nel 1703 con Pietro Moncada, che fu membro del Senato di Catania.

## Armi
Gli esponenti più antichi della famiglia Moncada usavano come stemma quello dei Duchi di Baviera, di cui si presumono le ascendenze. Nel 1228, il re Giacomo I d'Aragona concesse lo stemma raffigurante otto pani d'oro su campo rosso a Guglielmo Raimondo di Moncada e Tornemira, I signore di Aitona, ed è legato ad un episodio avvenuto nel periodo della guerra per la conquista delle Baleari: secondo la tradizione, Moncada accolse il Re nella sua tenda, si tolse il suo mantello rosso, lo posò a terra e su di esso vi pose i soli sette pani di cui disponeva, che offrì allo stesso sovrano e al suo esercito di cento cavalieri, per farli mangiare a costoro.
Nel XVII secolo, i Moncada di Spagna adottarono uno stemma quadripartito che riporta le insegne della Baviera e il leone rampante, con su di esso uno stemma quadripartito che raffigura l'arma dei Moncada e degli Aragona. Uno stemma simile a quello dei Marchesi di Aitona fu adottato dai Moncada di Sicilia, che differisce per l'ordine delle insegne nel quadripartito e per lo stemma su di esso che invece è bipartito.
- Moncada (rami antichi) e rami antichi di Sicilia: di rosso con otto bisanti d'oro, due su due.[32]
- Moncada di Spagna (Conti poi Marchesi di Aitona): nel 1° e 4°, fusaio in banda d'argento e d'azzurro (Baviera); nel 2° e 3°, di nero, con un leone coronato d'oro; sopra il tutto: nel 1° e 4°, di rosso con otto bisanti d'oro, due su due (Moncada); nel 2° e 3°, di rosso con quattro pali d'oro (Aragona).[33]
- Moncada di Paternò: nel 1° e 4°, di nero, con un leone coronato d’oro; nel 2° e 3°, fusaio in banda d'argento e d'azzurro (Baviera); sopra il tutto: partito nel 1° di rosso con otto bisanti d'oro, due su due (Moncada); nel 2° di rosso con quattro pali d’oro (Aragona).[34][35]

Stemma dei Moncada (VIII secolo-1227)
Stemma dei Moncada (Dal 1227)
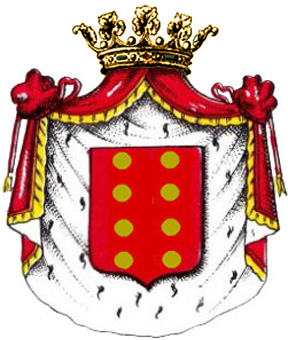
Stemma dei Moncada col mantello di principe
Stemma di Elisenda di Moncada, regina della Corona d'Aragona
Stemma dei Moncada di Spagna (Marchesi di Aitona; dal XVII secolo)
Stemma dei Moncada di Paternò ; creato nella metà del ‘600 da Luigi Guglielmo Moncada d'Aragona La Cerda, V Principe di Paternò XII Conte di Adernò, XV Conte di Caltanissetta, VII Duca di Bivona, IX Duca di Montalto,, XIII Conte di Caltabellotta,, Conte di Collesano, Conte di Sclafani, ecc. Grande di Spagna

## Genealogia e ramificazioni
|                                 |                                            |                                                       |                                                       |                                            |                                                                           |                                                                           |
|                                 | Signori di Montcada ~VIII secolo           |                                                       |                                                       |                                            |                                                                           |                                                                           |
|                                 |                                            |                                                       |                                                       |                                            |                                                                           |                                                                           |
|                                 |                                            |                                                       |                                                       |                                            |                                                                           |                                                                           |
| Visconti di Béarn 1173-1290     | Visconti di Béarn 1173-1290                | Signori di Tortosa e Baroni di Fraga 1173-1333        | Signori di Tortosa e Baroni di Fraga 1173-1333        |                                            |                                                                           |                                                                           |
|                                 |                                            |                                                       |                                                       |                                            |                                                                           |                                                                           |
|                                 |                                            |                                                       |                                                       |                                            |                                                                           |                                                                           |
|                                 |                                            | Baroni d'Aitona 1222-1495                             |                                                       |                                            |                                                                           |                                                                           |
|                                 |                                            |                                                       |                                                       |                                            |                                                                           |                                                                           |
|                                 |                                            |                                                       |                                                       |                                            |                                                                           |                                                                           |
| Baroni di Mequinenza ~1267-1340 | Baroni di Mequinenza ~1267-1340            | Conti di Agosta (Moncada di Sicilia) XIII secolo-1407 | Conti di Agosta (Moncada di Sicilia) XIII secolo-1407 |                                            | Baroni di Chiva dal 1409                                                  | Baroni di Chiva dal 1409                                                  |
|                                 |                                            |                                                       |                                                       |                                            |                                                                           |                                                                           |
|                                 |                                            |                                                       |                                                       |                                            |                                                                           |                                                                           |
|                                 | Conti di Caltanissetta 1407-1479           | Conti di Caltanissetta 1407-1479                      | Conti di Adernò dal 1416                              | Conti di Adernò dal 1416                   | Conti poi Marchesi di Aitona (Moncada di Spagna) 1536-1756                | Conti poi Marchesi di Aitona (Moncada di Spagna) 1536-1756                |
|                                 |                                            |                                                       |                                                       |                                            |                                                                           |                                                                           |
|                                 |                                            |                                                       |                                                       |                                            |                                                                           |                                                                           |
|                                 | Baroni della Ferla 1453-1703               | Baroni della Ferla 1453-1703                          | Baroni di Tortorici dal 1534                          | Baroni di Tortorici dal 1534               | Principi di Paternò, Conti di Caltanissetta, Conti di Adernò 1565-vivente | Principi di Paternò, Conti di Caltanissetta, Conti di Adernò 1565-vivente |
|                                 |                                            |                                                       |                                                       |                                            |                                                                           |                                                                           |
|                                 |                                            |                                                       |                                                       |                                            |                                                                           |                                                                           |
|                                 |                                            | Principi di Calvaruso 1628-1805-estinta               | Principi di Calvaruso 1628-1805-estinta               | Principi di Monforte 1628-vivente          | Principi di Monforte 1628-vivente                                         |                                                                           |
|                                 |                                            |                                                       |                                                       |                                            |                                                                           |                                                                           |
|                                 |                                            |                                                       |                                                       |                                            |                                                                           |                                                                           |
|                                 | Principi di Larderia 1691-1798-estinta     | Principi di Larderia 1691-1798-estinta                | Principi di Castelbianco 1744-1838-estinta            | Principi di Castelbianco 1744-1838-estinta |                                                                           |                                                                           |
|                                 |                                            |                                                       |                                                       |                                            |                                                                           |                                                                           |
|                                 |                                            |                                                       |                                                       |                                            |                                                                           |                                                                           |
|                                 | Marchesi di Villafont XVIII secolo-vivente |                                                       |                                                       |                                            |                                                                           |                                                                           |